# Бостон-Мару
Бостон-Мару — транспортне судно, яке під час Другої світової війни брало участь у операціях японських збройних сил у Малаї та на Соломонових островах.

## Передвоєнна служба
Бостон-Мару спорудили в 1919 році на верфі компанії Asano Shipyard у Йокогамі на замовлення компанії Suzuki Shoten. Вже наступного року це вантажо-пасажирське судно продали Kokusai Kisen Kaisha, яка стала використовувати його на лінії між Японією та Європою.
У 1930-му новим власником Бостон-Мару стала компанія Ishihara Gomei-Kaisha (пізніше Ishihara Sangyo Kaiun, далі через злиття Nanyo Kaiun), судна якої ходили між Японією та британською Малаєю і Індонезією.
У вересні 1941-го судно реквізували для потреб Імперської армії Японії та призначили для транспортування військ.

## Малайська операція
17 грудня 1941-го Бостон-Мару вийшло з Дайрена (окупований китайський Далянь) у складі 4-го Малайського конвою підкріплень, до якого також входило ще три судна. Конвой пройшов через Мако (японська база на Пескадорських островах у південній частині Тайванської протоки) і 7 січня 1942-го прибув до сіамської Сінгори (Сонгкхли), неподалік від кордону з британською Малаєю.

## Битва у східних Соломонових островів
30 липня 1942-го Бостон-Мару разом зі ще одним транспортним судном Тайфуку-Мару вийшли з Японії у супроводі есмінців «Арасі» та «Хагікадзе» і 6 серпня прибули на Сайпан (Маріанські острови). Тут вони прийняли на борт загін, сформований із військовослужбовців 28-го піхотного полку, та наступного дня попрямували до Труку (Каролінські острови) — ключової бази японців на південно-східному театрі бойових дій, з якої до лютого 1944-го провадитимуться операції та здійснюватиметься постачання японських сил у цілому ряді архіпелагів. Того ж 7 серпня союзники почали висадку у східній частині Соломонових островів, що започаткувало шестимісячну битву за Гуадалканал.
Японське командування організувало конвой для доправлення підкріплень на Гуадалканал, другий ешелон якого складався із Бостон-Мару та Тайфуку-Мару, котрі везли 1100 бійців зазначеного вище полка. Їх охорону здійснювали легкий крейсер Дзінцу та патрульні човни PB-34 і PB-35 («Араші» та «Хагікадзе» відбули у складі першого ешелону, котрий складався виключно з есмінців). Другий ешелон вийшов з Труку вранці 16 серпня 1942-го, наступної доби до нього приєднались ще три есмінці «Кавакадзе», «Судзукадзе» та «Умікадзе», а 18 серпня загін збільшився за рахунок третього ешелону, котрий складався зі переобладнаного легкого крейсеру Кінрю-Мару та патрульних човнів PB-1 і PB-2.
Швидкохідний перший ешелон досягнув Гуадалканалу вже вночі 19 серпня та успішно висадив перевезених бійці (втім, наступної ночі майже всі вони загинули у атаці на аеродром Гендерсон-Філд). Тим часом наступні ешелони, котрі включали транспортні судна, припинили рух через загрозу з боку американської авіації. Для подальшого проведення конвою японці задіяли авіаносне з'єднання, що призвело до битви біля східних Соломонових островів.
22 серпня транспорти відновили свій рух, причому при наближенні до Гуадалканалу загін в черговий раз підсилився за рахунок групи есмінців, котрі 24 серпня здійснили обстріл аеродрому Гендерсон-Філд. Втім, це не завадило американській авіації, котра вранці 25 серпня атакувала конвой менш ніж за дві сотні кілометрів північніше від Гуадалканалу, потопити «Кінрю-Мару» та есмінець «Муцукі». У підсумку конвой повернув на захід та надвечір 26 серпня прибув на якірну стоянку Шортленд (акваторія у південного узбережжя острова Бугенвіль, прикрита групою островів Шортленд).

## Конвой до Рабаулу
В жовтні 1942-го у Сайгоні (південна частина В'єтнаму) сформували конвой «Y», котрий мав доправити підкріплення до Рабаулу (головна передова база японців у архіпелазі Бісмарку, з якої безпосередньо провадились операції на Соломонових островах). Бостон-Мару прийняло на борт 700 бійців зі складу 170 піхотного полку 21-ї окремої змішаної бригади.
Вранці 16 листопада конвой вийшов з Палау (важлива японська база на заході Каролінських островів) та попрямував у південно східному-напрямку. Біля 15:00 того ж дня в районі за півтори сотні кілометрів від Палау підводний човен Seal влучив двома торпедами у Бостон-Мару. Судно затонуло і разом з ним загинули 18 членів екіпажу та 228 військовослужбовців, котрі прямували до Рабаулу. Хоча більшість солдат вдалось врятувати, проте все їх озброєння та спорядження були втрачені.
Що стосується Seal, то через 20 секунд після торпедного залпу човен, який перебував на глибині 18 метрів, потрапив під таранний удар судна «Фушимі-Мару». Перш ніж виявилось можливим зануритись глибше, Seal залишалась на позначці 16,5 метрів біля хвилини. Кораблі ескорту почали скидати глибинні бомби, проте не спромоглися потопити човен. Внаслідок тарану були повністю зігнуті один перископ та радарна щогла, інший перископ також не міг бути піднятим через перекіс підшипників, що змусило Seal перервати похід.